# Claudia Lässer

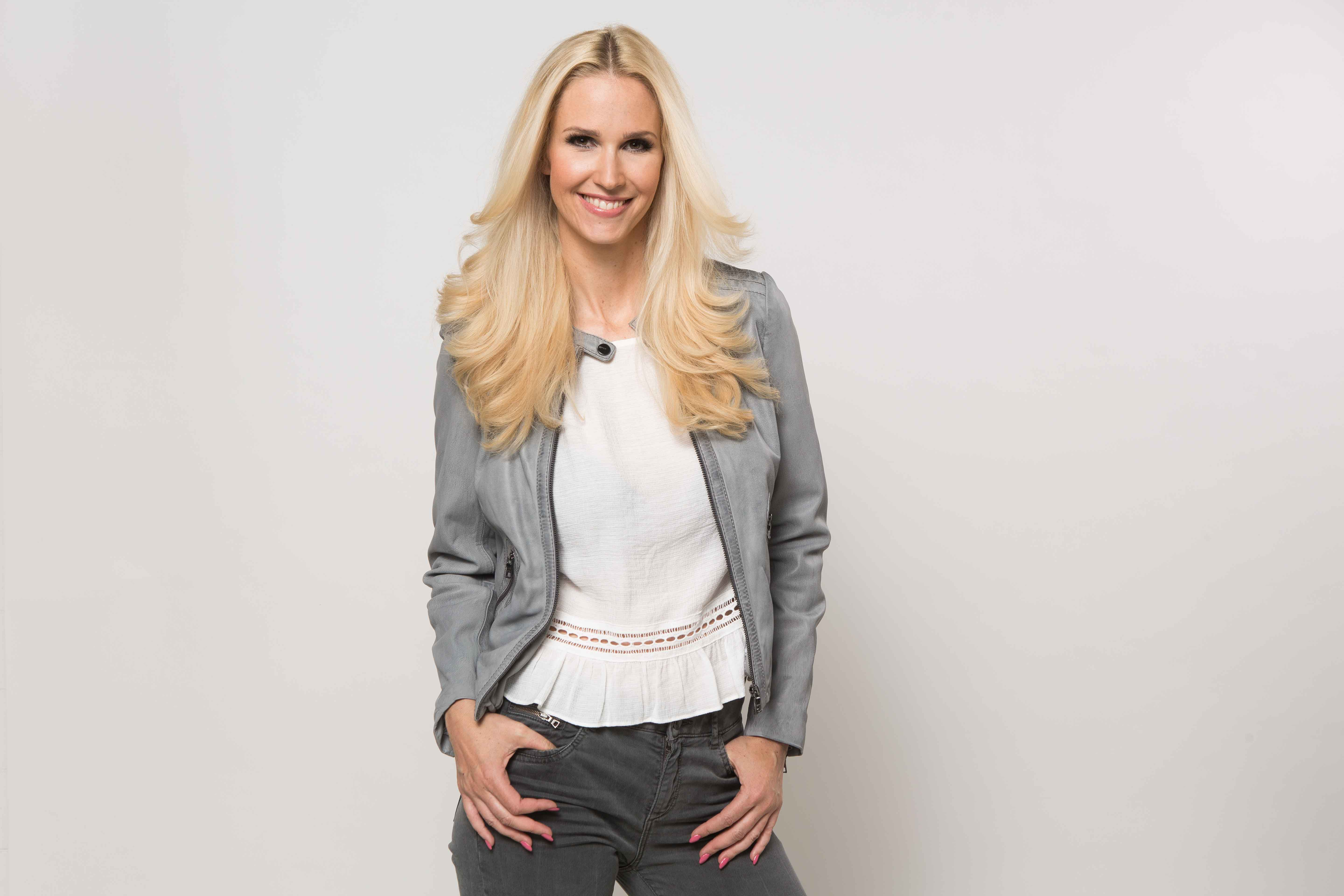
Claudia Lässer, 2012

Claudia Lässer (* 15. Dezember 1976) ist eine Schweizer TV-Moderatorin. Sie ist CEO der Entertainment Programm AG und leitet beim Pay-TV-Sender blue+ von Swisscom die Sparten blue Sport und blue News.

## Leben
Claudia Lässer absolvierte in Kreuzlingen die Matura. Nach Abschluss der Primarlehrerausbildung arbeitete sie zuerst als Lehrerin und anschliessend als Model. 1996 wurde Lässer Miss Ostschweiz. 1998 nahm sie an den Miss-Schweiz-Wahlen teil und belegte den 4. Platz.

## Karriere
Im Januar 2000 begann sie ihre Fernsehkarriere bei Star TV, wo sie das Kinder- und Jugendprogramm aufbaute. Zwei Jahre später wurde ihr die Redaktion und Moderation der Sendung „Fashion“ anvertraut. Gleichzeitig wurde sie Programmeinkäuferin für den gesamten Lifestyle-Bereich des Senders. 2004 gründete sie mit „Trendscout GmbH“ ihre erste eigene Firma, mit welcher sie Eventkonzepte konzipierte und umsetzte sowie Fernsehsendungen für Sat.1 Schweiz und Österreich sowie ProSieben Schweiz konzipierte und realisierte.
Ab 2008 war sie als Programmleiterin und Mitglied der Geschäftsleitung des Schweizer Sportfernsehen SSF für den kompletten Sendeinhalt, den Rechteeinkauf sowie die Lancierung neuer TV-Formate zuständig und war massgeblich am Aufbau des neuen, gesamtschweizerischen Spartensenders beteiligt. 2011 wurde Lässer mit der Gesamtleitung des Senders betraut. Die Konzepte und die Umsetzung der Sendungen „Close Up“, „Kick it“ und „Einer wie Beni Thurnheer“ ‒ alle für das Schweizer Sportfernsehen ‒ oder „Faces TV“ und „Magazin Fashion Days“ für ProSieben Schweiz stammen von ihr. Aber auch Events wie Fashion Days Zürich 2010 und die CEO Olympiade 2012 in Arosa sind Lässers Kreation.
2012 wechselte sie als Programmchefin und Moderatorin der Super League zum Pay-TV-Sender Teleclub. Ab Herbst 2013 lancierte sie auf dem Sender ihre Talksendung „persönlich by Claudia Lässer“, die ebenfalls von ihr konzipiert wurde. Ab 2015 war die Sport- und Medienmanagerin Abteilungsleiterin von Teleclub Sport, seit 2017 auch von Teleclub Zoom, mit dem sie nach dem Sportfernsehen (2009) erneut einen Free-TV-Sender lancierte. Seit 2019 ist sie als Chief Product Officer verantwortlich für das Produkt blue Sport sowie das Onlineportal blue News. Zudem ist Claudia Lässer Geschäftsleitungsmitglied der Entertainment Programm AG und verantwortet 100 Mitarbeiterinnen und Mitarbeiter. Seit dem 1. Juni 2024 ist Claudia Lässer CEO der Entertainment Programm AG. 
Claudia Lässer ist zudem betrieblicher Mentor und Coach mit eidgenössischen Fachausweis.